# Acacia anaticeps
Acacia anaticeps är en ärtväxtart som beskrevs av Mary Douglas Tindale. Acacia anaticeps ingår i släktet akacior, och familjen ärtväxter. Inga underarter finns listade i Catalogue of Life.